# Gaalkacyo
Gaalkacyo er en by i den centrale del af Somalia, med et indbyggertal på cirka 545.000. Byen er hovedstad i regionen Mudug, i den autonome stat Puntland.
6°46′11″N 47°25′51″Ø / 6.76972°N 47.43083°Ø